# Пеночка-трещотка
Пеночка-трещотка, или березовка (лат. Phylloscopus sibilatrix), — певчая птица из семейства пеночковых. Многочисленный и широко распространённый вид умеренного и таёжного пояса Европы; на востоке ареал достигает юга Уральских гор. Трещотка совершает регулярные дальние миграции к местам зимовок в тропической Африке.

## Описание
Пеночка-трещотка длиной примерно от 11 до 13 см, размах крыльев от 19 до 24 см. Масса составляет примерно от 8 до 13 граммов. Верхняя сторона зелёная, грудь желтовато-белая. У маленькой птицы белое брюхо, жёлтое горло и жёлтые брови. Самец и самка окрашены одинаково. Пеночка-трещотка может прожить до восьми лет.
Позывки звучат примерно как «сиб» или «тюю». Пение состоит из двух строф: первая, очень характерная звучит как работающая швейная машина (агогика), а вторая — это спадающее «дю-дю-дю…».
Многие наземные гнёзда пеночки-трещотки (около 30 %) заселены муравьями родов Myrmica и Lasius.

## Распространение
Почти во всей Центральной Европе пеночка-трещотка присутствует с апреля по сентябрь. Зимует в тропической Африке. Время отлёта и направление движения стаи свойственны птицам от природы. Пеночка-трещотка обитает в светлых лиственных и смешанных лесах, буковых лесах и парках.

## Экология
Ареал трещотки в значительной степени перекрывается с ареалом двух других близких видов пеночек — теньковки и веснички. В отличие от двух последних видов, трещотка предпочитает старые сомкнутые леса с наличием открытого пространства под кронами деревьев и держится среди негустой растительности, преимущественно в нижних частях крон деревьев и подкроновом пространстве.

## Питание
Пеночка-трещотка питается пауками, моллюсками, ягодами, насекомыми и их личинками.
Рацион пеночки может существенно варьировать в зависимости от сезона, биотопа и географического района. Соответственно он меняется от сезона к сезону, от года к году и различен в разных районах. Птицы легко переходят в одного вида корма на другой в зависимости от их обилия и доступности. Питаясь пищей, в целом сходной у трёх видов (веснички, теньковки и трещотки), пеночки обнаруживают избирательность в отношении размера пищевых объектов: трещотка добывает наиболее крупных, весничка средних, а теньковка мелких беспозвоночных. Различия в размере кормовых объектов обусловлены тонкостями кормового поведения птиц и структорой микростаций: трещотка использует энергетически дорогие способы добывания пищи (трепещущий полёт, прыжки и перелёты на далёкое расстояние) и тратит много времени на высматривание жертвы. Поэтому она стремится охотиться на более крупную добычу, чем теньковка и весничка, которые используют менее энергоёмкие приёмы охоты — прыжки по веткам и перепархивания. Кроме того, весничка и теньковка, обитающие среди густой растительности, не могут выбирать крупных жертв из-за ограниченного обзора и вынуждены брать любую встретившуюся на их пути пищу.

## Размножение
Половая зрелость наступает через один год. Основной период инкубации с мая по июль. Построенное из стебельков и травы гнездо хорошо спрятано на земле в густом кустарнике. Самка откладывает от 6 до 7 яиц, высиживая их от 12 до 14 дней. Молодые птицы остаются в гнезде от 12 до 13 дней. Европейская популяция оценивается примерно в 7 млн гнездящихся пар.